# Ottavino
L'ottavino è la più piccola taglia del flauto traverso. Viene realizzato in metallo o in legno duro (]).

## Storia
Fin dal Medioevo abbiamo testimonianze dell'uso di flauti traversi all'ottava come strumenti militari: il loro suono penetrante era infatti udibile sopra il fragore della battaglia. Nella musica colta, invece, i primi ottavini sono utilizzati in alcune opere di Jean Philippe Rameau nella prima metà del Settecento, ma lo strumento inizia a diffondersi, e quindi ad avere un posto stabile in orchestra, solo all'inizio dell'800. Durante il periodo Barocco l'indicazione "flautino" o anche "flauto piccolo" indicava solitamente un flauto dolce di piccola taglia (soprano o sopranino), e in particolare è questo il caso dei concerti che Antonio Vivaldi scrisse per flautino.
Fino a tutto l'800 l'ottavino mantenne la medesima costruzione con più chiavi del flauto classico e romantico del vecchio sistema, e solo alla fine del secolo si iniziò a costruirlo con la meccanica Böhm, che comunque diventerà lo standard solo durante il '900. Il passaggio dell'ottavino al sistema Böhm comunque non sarà mai completo come nel flauto perché la cameratura è rimasta conica come nei flauti precedenti e anche l'estensione nel basso è limitata al re, esattamente come nel flauto barocco.
Nel 2014 è nato un festival interamente dedicato all'ottavino, l'International Piccolo Festival, che si svolge annualmente nel mese di luglio a Grado (GO) e che vanta la partecipazione dei più importanti ottavinisti su scala internazionale.

## Caratteristiche
Le sue dimensioni sono pari alla metà di un flauto traverso. La sua estensione comprende il Re4 come nota più grave (gli ottavini sono privi di trombino) e si estende per tre ottave. Controversa è la sua appartenenza agli strumenti traspositori, in quanto pur essendo uno strumento in do (quindi non traspositore) l'effetto è all'ottava superiore rispetto alla parte scritta. L'ottavino possiede l'ottava più alta in assoluto fra tutti gli strumenti musicali.
È lo strumento più agile e acuto dell'orchestra. Viene generalmente suonato da un flautista, come strumento principale o come secondo strumento (alternato al flauto). Questa soluzione richiede un particolare allenamento al flautista per adattarsi rapidamente allo strumento in quanto il foro della testata dell'ottavino è più piccolo rispetto a quella del flauto e le chiavi sono molto più piccole e ravvicinate.
Gli ottavini attuali, sebbene siano generalmente costruiti col sistema Böhm, hanno mantenuto alcune caratteristiche del flauto precedente la riforma di Böhm, come la conicità del corpo (il flauto Böhm è cilindrico) e la mancanza delle chiavi per Do# e Do bassi (non presenti sul flauto barocco, come anche nei flauti successivi più comuni; nell'ottavino sarebbero state comunque di scarsa utilità), e la costruzione generalmente in legno anziché di metallo.
L'ottavino è uno strumento difficile dal punto di vista dell'emissione del suono e dell'intonazione e richiede quindi molta perizia e allenamento da parte dell'esecutore. Il carattere dello strumento è estremamente brillante e si presta bene sia all'esecuzione di passaggi virtuosistici che alle melodie cantabili grazie alla particolarità del suo suono. 
La sonorità di questo strumento, al contrario di quanto si possa pensare, non è esile nel registro medio-grave: con una buona dose di studio giornaliero è possibile ottenere una prima ottava corposa e unica nel suo genere. La terza ottava è molto potente e penetrante al punto da "bucare" qualsiasi sonorità orchestrale.
Il suo timbro si differenzia da quello del flauto per via del diverso tipo di materiale utilizzato, ma ne mantiene dolcezza e brillantezza. Tra i più celebri esempi in cui l'ottavino emerge in tutta la sua personalità ricordiamo lo Scherzo dall'Ouverture dell'Italiana in Algeri di Gioachino Rossini, l'ultimo movimento della Sinfonia n. 9 in re minore di Ludwig van Beethoven, la Danza cinese dal balletto Lo schiaccianoci di Pëtr Il'ič Čajkovskij e nell'ambito della musica leggera in È festa della Premiata Forneria Marconi, suonato da Mauro Pagani e contenuto nell'album Storia di un minuto.

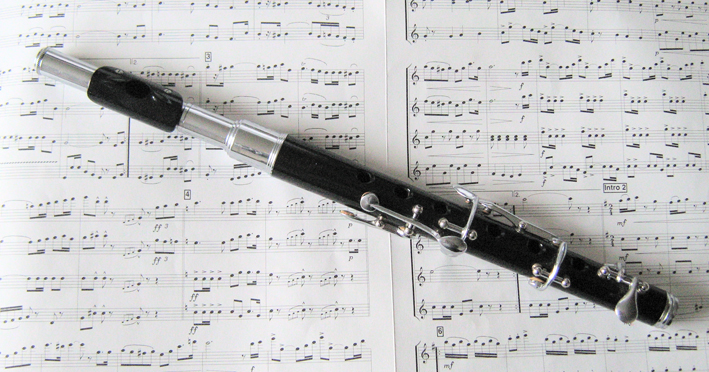
Un ottavino con sei chiavi usato nel Carnevale di Basilea. Gli ottavini utilizzati in questa celebrazione tradizionale hanno mantenuto la costruzione originaria del XIX secolo.